# Aarup
Aarup o Årup es un pueblo danés perteneciente al municipio de Assens de la isla de Fionia, en la región de Dinamarca Meridional.
Tiene 3146 habitantes en 2016, lo que lo convierte en la cuarta localidad más importante del municipio tras Assens, Glamsbjerg y Vissenbjerg.
Se sitúa sobre la carretera 329, que une Faaborg con Bogense, 5 km al sur del cruce de dicha carretera con la autovía E20.
Existe desde la Edad Media, pero se desarrolló como poblado ferroviario en el siglo XIX.